# رود سقاریه
رودخانه سقاریه سومین رود بلند کشور ترکیه است. این رود از مناطق شمال شرق شهر افیون قره‌حصار سرچشمه می‌گیرد و سرانجام به دریای سیاه می‌ریزد.
در سده‌های میانه، دره این رود سکونتگاه قبیله سوگوت بود که بعدها امپراتوری عثمانی را پایه‌گذاری کردند.